# بيريزوفكا
بيريزوفكا (بالروسية: Березовка) هي مدينة في مقاطعة أمور أوبلاست في روسيا. يبلغ عدد سكانها حوالي 3,463 نسمة.